# Peróxido de cromo
Em química, o peróxido de cromo(VI) é um composto do elemento de transição cromo, no estado de oxidação +6, que pertence à classe dos óxidos peróxidos. Se apresenta na cor azulada e é extremamente reativo, podendo ser estabilizado em solventes orgânicos, como por exemplo éter. Se isolado na forma de aducto (por exemplo CrO5[OR2]2), forma cristais extremamete explosivos e sensíveis ao atrito.
A molécula do composto possui a fórmula elementar CrO5, sendo que um átomo de oxigênio se encontra na forma de óxido (O2-) e quatro átomos de oxigênio no estado de peróxido (dois grupos [O—O]2-). A fórmula molecular pode portanto ser descrita na forma CrO(O2)2.

## Obtenção
O peróxido de cromo é obtido em solução através da ação de peróxidos sobre cromatos e dicromatos.

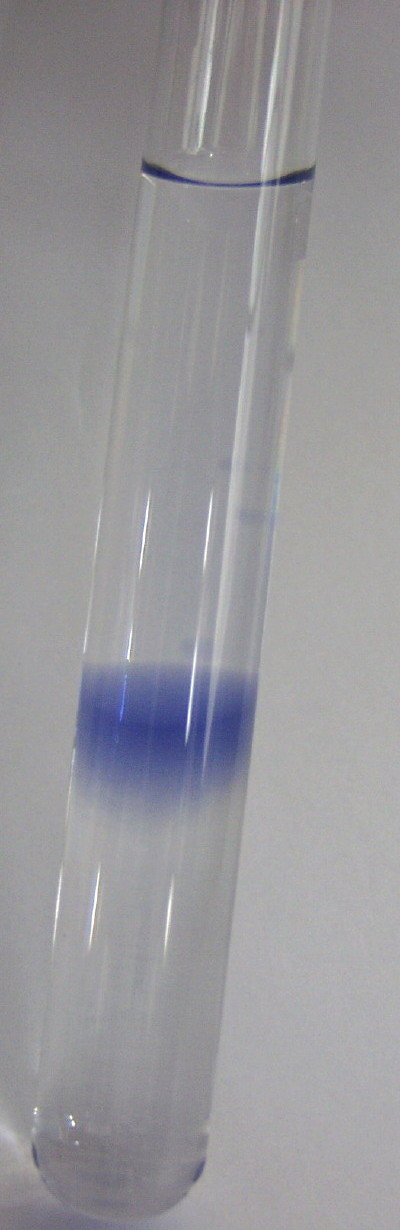
Coloração azul escura acusando peróxido de cromo (estabilizado em éter). Um experimento em tubo de ensaio para comprovar a presença de (di)cromatos

## Exemplos
- Por exemplo reação entre hidrogeno cromato, ácido sulfúrico e água oxigenada:[2]

{\displaystyle \mathrm {HCrO_{4}^{2-}\ +\ H_{3}O^{+}+2\ H_{2}O_{2}\longrightarrow } }  {\displaystyle \mathrm {2\ Cr^{VI}O(O_{2})_{2}+4\ H_{2}O\ } }
O composto resultante pode ser estabilizado na forma aducto com éter dietílico ou piridina, resultando respectivamente em (C4H10)2O→CrO(O2)2 e CrO(O2)2·N(C5H5). Se não estabilizado decompor-se-á rapidamente, formando cromo-(III):
{\displaystyle \mathrm {HCrO_{4}^{2-}\ +\ H_{3}O^{+}+2\ H_{2}O_{2}\longrightarrow } }  {\displaystyle \mathrm {2\ Cr^{3+}+3\ O_{2}\uparrow +16\ H_{2}O\ } }

## Usos
Em química analítica pode ser usado para se determinar peróxidos qualitativamente, ou até mesmo método de prova da presença de cromatos e dicromatos na solução.